# Корняков, Георгий Степанович
Гео́ргий Степа́нович Корняко́в (родился в 1897 году, Российская империя — умер после 1927 года) — советский государственный деятель, председатель Рубцовского окрисполкома (1925—1927).

## Биография
До 1917 г. — в русской армии,
- 1917—? — секретарь Алтайского губернского военного отдела,
- 1925—1927 гг. — председатель исполнительного комитета Рубцовского окружного Совета,
- 1927—? гг. — заведующий Сибирским краевым организационным отделом.